# Palazzolo dello Stella

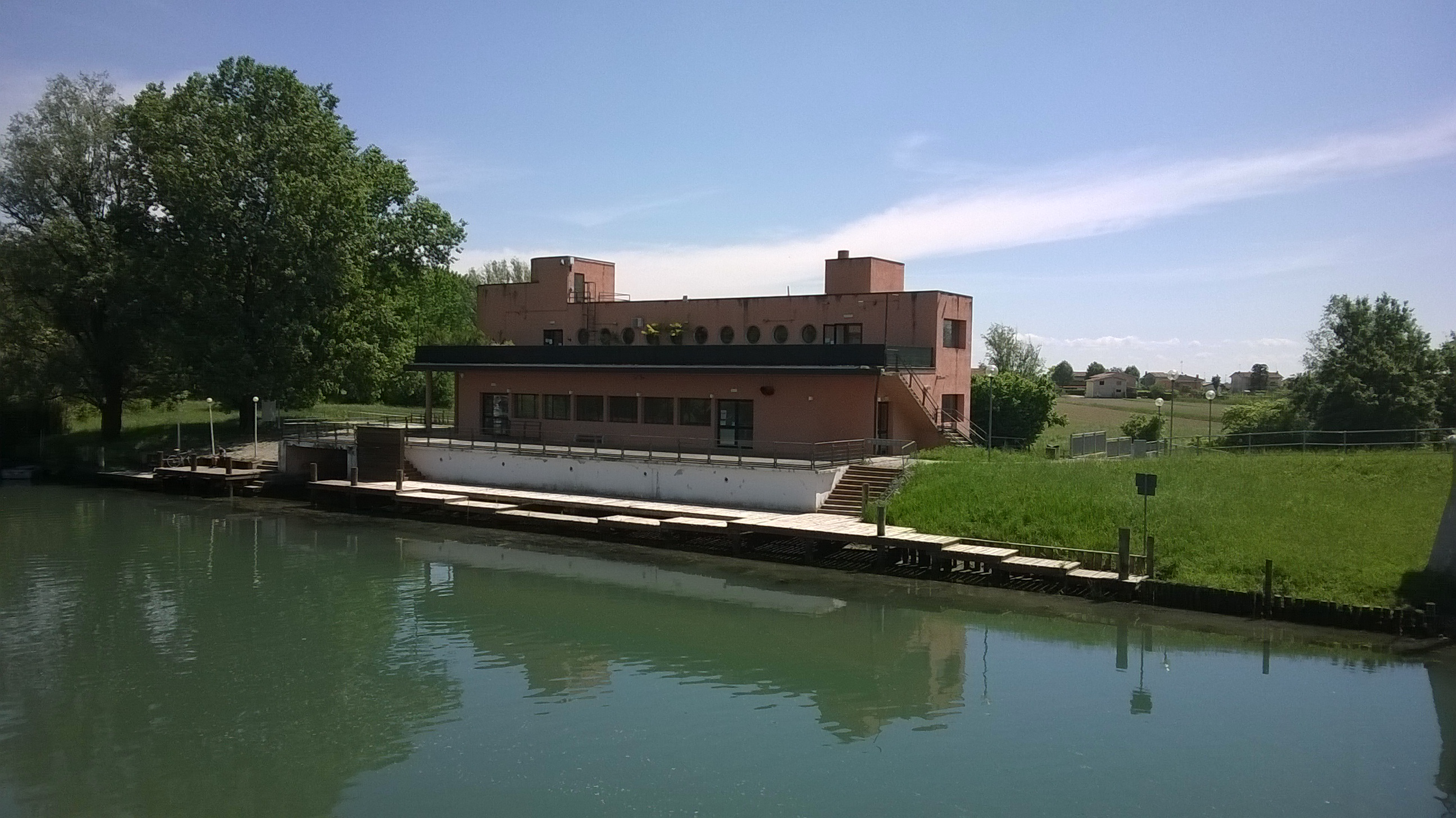
Casa del Marinaretto Blick von der Fußgängerbrücke über den Fluss Stella

Palazzolo dello Stella (im furlanischen Dialekt: Palaçûl oder Palassôl) ist eine nordostitalienische Gemeinde (comune) mit 2824 Einwohnern (Stand 31. Dezember 2023) in der Region Friaul-Julisch Venetien. Die Gemeinde liegt etwa 31,5 Kilometer südsüdwestlich von Udine. Im Süden der Gemeinde befindet sich ein kleiner Streifen der Adriaküste an der Laguna di Marano.

## Verkehr
Durch die Gemeinde führt die Strada Statale 14 della Venezia Giulia von Venedig bzw. Mestre zur slowenischen Grenze. Der Bahnhof Palazzolo dello Stellas liegt an der Bahnstrecke Venedig–Triest. Auf dem Gemeindegebiet liegt ein kleiner Flugplatz (Aviosuperficie Piancada) für die Allgemeine Luftfahrt.

## Persönlichkeiten
- Gae Aulenti (1927–2012), Architektin
- Giovanni Fedrigo (* 1952), Radrennfahrer
- Dalila Di Lazzaro (* 1953), Schauspielerin, in Palazzolo dello Stella aufgewachsen